# Éric Buffetaut
Éric Buffetaut (Portejoie, Normandië 1950) is een Frans paleontoloog en is sinds 1976 verbonden aan het Centre national de la recherche scientifique in Parijs.
Buffetaut studeerde geologie en paleontologie aan de Universiteit van Parijs. In 1981 behaalde hij zijn doctorstitel op basis van een proefschrift gewijd aan fossiele krokodillen uit het Krijt van Niger. Buffetaut is professor in de natuurwetenschappen en onderzoeksdirecteur van het CNRS bij het Laboratoire de Paléontologie des Vertébrés verbonden aan de École Normale Supérieure de Paris. Hij is gespecialiseerd in fossiele Archosauria, vooral in Dinosauria en Pterosauria. De Universiteit van Boekarest verleende hem de titel professor honoris causa.
Van zijn hand verscheen een groot aantal gespecialiseerde en populairwetenschappelijke werken over Dinosauria en over paleontologie, waaronder meer dan vierhonderd wetenschappelijke artikelen. Buffetaut heeft opgravingen verricht in het zuiden van Frankrijk en is een van de oprichters van het Musée des Dinosaures d'Espéraza in het departement Aude. Daarnaast heeft hij deelgenomen aan vele buitenlandse expedities, met name naar Thailand alwaar hij een grote bijdrage heeft geleverd aan het opleiden van plaatselijke paleontologen. Hij is een van de vooraanstaande paleontologen die de theorie van een door een meteorietinslag veroorzaakte Krijt-Tertiair extinctie ondersteunen. Door deze inslag, die mogelijk de Chicxulubkrater aan de Golf van Mexico veroorzaakte, zou circa 75% van de fauna en flora op aarde zijn verdwenen.

## Wetenschappelijke beschrijvingen van Dinosauria
Buffetaut heeft onderstaande soorten Dinosauria benoemd en beschreven :
- Archaeodontosaurus descouensi Buffetaut, 2005 (Sauropoda, Midden-Jura, Madagascar)
- Gargantuavis philoinos Buffetaut & Le Loeuff, 1998 (Ornithuromorpha, Boven-Krijt, Frankrijk)
- Isanosaurus attavipachi Buffetaut, 2000 (Sauropoda, Boven-Trias, Thailand)
- Kinnareemimus khonkaenensis Buffetaut et al., 2009 (Theropoda, Ornithomimosauria, Boven-Krijt, Thailand)
- Phuwiangosaurus sirindhornae Buffetaut & Suteethorn, 1994 (Sauropoda, Nemegtosauridae, Onder-Krijt, Thailand)
- Psittacosaurus sattayaraki Buffetaut & Suteethorn, 1992 (Ceratopsia, Psittacosauridae, Onder-Krijt, Thailand)
- Rhabdodon septimanicus Buffetaut & Le Loeuff, 1991 (Ornithopoda, Rhabdodontidae, Boven-Krijt, l'Hérault (Frankrijk))
- Siamosaurus suteethorni Buffetaut & Ingavat, 1986 (Theropoda, Spinosauridae, Boven-Jura, Thailand)
- Siamotyrannus isanensis Buffetaut et al., 1996 (Theropoda, Sinraptoridae, Onder-Krijt, Thailand)
- Tarascosaurus salluvicus Buffetaut & Le Loeuff, 1991 (Theropoda, Abelisauridae, Boven-Krijt, Frankrijk)
- Variraptor mechinorum Buffetaut & Le Loeuff, 1998 (Theropoda, Dromaeosauridae, Boven-Krijt, Frankrijk)